# Paulão (football, 1967)
Pour les articles homonymes, voir Paulão.
Paulo César Batista dos Santos, né le 25 mars 1967 à Itambacuri, est un footballeur international brésilien évoluant au poste de défenseur. 
Sa carrière dure de 1989 à 2002 et il est connu dans le milieu footballistique sous le pseudonyme de « Paulão ». 

## Palmarès
| Compétitions internationales                    | Compétitions nationales |
| - Supercopa Sudamericana (1) - Vainqueur : 1991 | - Championnat du Minas Gerais (3) - Vainqueur : 1990, 1992, 1995 - Championnat Gaúcho (1) - Vainqueur : 1993 - Coupe du Brésil (1) - Vainqueur : 1994 - Championnat du Chili (2) - Vainqueur : Cl. 1997, 1998 |